# Ferdinand Franz Wallraf
Ferdinand Franz Wallraf, född den 20 juli 1748 i Köln, död där den 18 mars 1824, var en tysk konstsamlare, numismatiker och konsthistorisk författare.
Wallraf hade allsidiga intressen, var först präst, därefter lärare vid Kölns universitet, professor i naturhistoria och estetik, 1794 universitetsrektor, efter universitetets nedläggning professor i historia och de sköna vetenskaperna vid den nyupprättade centralskolan, en tid inspektör vid den botaniska trädgården, dessutom utgivare av Taschenbuch der Ubier (med talrika konsthistoriska avhandlingar) samt kännare av sin hemstads lokalhistoria. Hans namn är dock främst knutet till den stora samling av konstföremål med mera, som han skänkte staden Köln, och som blev början till stadsmuseet Wallraf-Richartzmuseets samlingar. Under Napoleonkrigen räddade han en gång med fara för livet några av Kölnerdomens glasmålningar.